# بال (مجلس رقص)

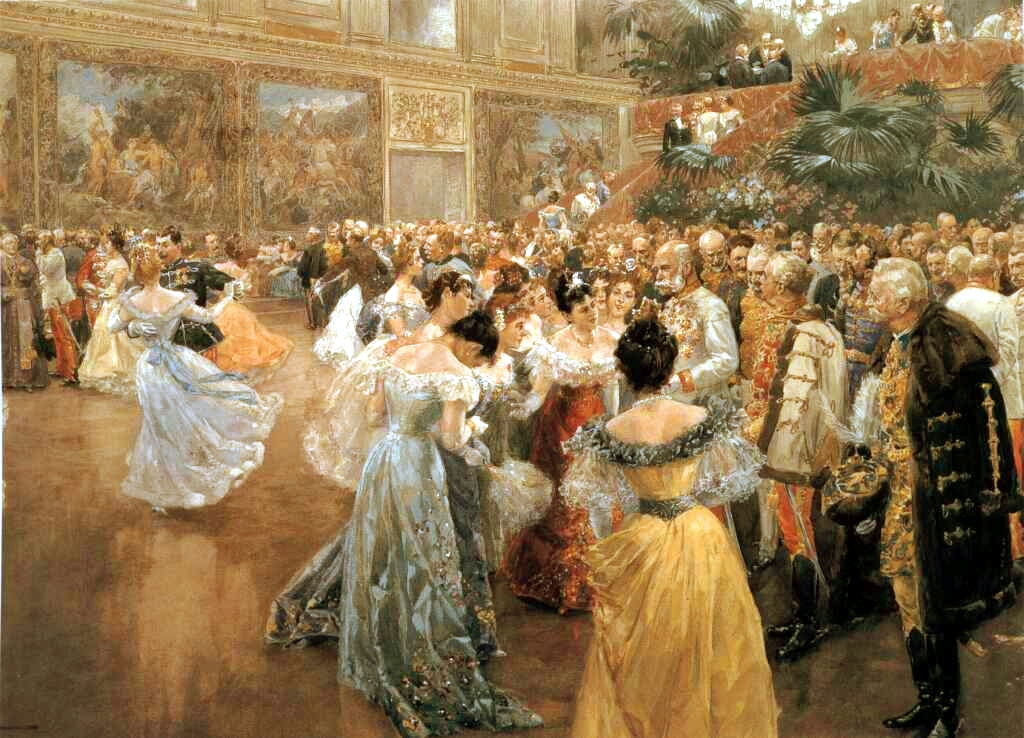
دو زن به فرانتس یوزف یکم در یک رقص در کاخ هفبورگ معرفی می‌شوند، نقاشی از ویلهلم گز (۱۹۰۰).

بال (به انگلیسی: Ball) یک مجلس رقص رسمی است، که اغلب با یک ضیافت و پس از آن یک رقص اجتماعی مشخص می‌شود. رقص بال ریشه در رقص‌های رسمی قرون وسطی دارد و از طریق تکرارهای مختلف در طول سده‌های پس از آن، مانند رقص باروک سدهٔ هفدهم و کوتیلین سدهٔ هجدهم ادامه یافت. چندین گونه از رقص بال وجود دارد، مانند بالماسکه و دختر دم‌بخت و همچنین پرام که نوین است.